# Herklotsichthys castelnaui
Herklotsichthys castelnaui är en fiskart som först beskrevs av Ogilby, 1897.  Herklotsichthys castelnaui ingår i släktet Herklotsichthys och familjen sillfiskar. Inga underarter finns listade i Catalogue of Life.